# Obnovljiva energija u Mađarskoj
Obnovljiva energija u Mađarskoj razvija se iz godine u godinu. Mađarska je članica Europske unije i tako sudjeluje u strategiji EU-a za povećanje udjela obnovljive energije. 
EU je usvojila Direktivu o obnovljivim izvorima energije za 2009. godinu, koja je ima za cilj 20% obnovljive energije do 2020. za EU. Do 2030. vjetar bi trebao proizvoditi prosječno 26-35% električne energije EU-a i Europi uštedjeti 56 milijardi eura godišnje kako bi izbjegla troškove fosilnih goriva. Autori mađarske strategije predviđaju 14,7% obnovljivih izvora energije u bruto potrošnji energije do 2020. godine, premašujući svoj obvezujući cilj za 1,7 postotnih bodova. Mađarska je zemlja EU s najmanjim prognoziranim probojem obnovljivih izvora energije u 2020. godini, odnosno samo 11% (uključujući 6% biomase i 3% energije vjetra).
U 2015. godini, 10,5% bruto mađarske proizvodnje električne energije došlo je iz obnovljivih izvora, 52% te količine bilo je iz biomase, 22% iz vjetra, 7% iz hidroenergije i 3% iz solarne energije.
Nacionalni plan uključio je 400 MW novih vjetroelektrana između 2010. i 2020. godine. Prognoza EWEA-e za 2009. godinu očekivala je da će Mađarska dosegnuti 1,2 GW instaliranog kapaciteta vjetra. Kapacitet vjetroelektrana krajem 2010. bio je 295 MW. Međutim, od 2010. nisu prihvaćeni daljnji natječaji za korištenje energije vjetra. Mađarska vlada je 2016. zabranila uvođenje novih kapaciteta za proizvodnju energije vjetra administrativnim mjerama. Trenutni kapacitet vjetroelektrana u Mađarskoj je 329 MW.